# Rob Fisher (Keyboarder)

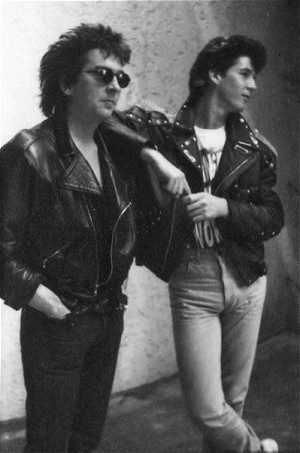
Rob Fisher & Simon Climie, Climie Fisher (1988)

Robert „Rob“ Fisher (* 5. November 1956 oder 1959 in Cheltenham; † 25. August 1999) war ein britischer Pop-Musiker, Keyboarder und Songwriter aus Bath, der Charterfolge als Mitglied der Bands Naked Eyes und später Climie Fisher errang.

## Leben
Fisher besuchte das Lord Wandsworth College in Hampshire, wo er Mitglied der Band Circus war. Rob Fisher gründete mit seinem Freund Pete Byrne als Sänger ab 1982 das New-Wave-Duo Naked Eyes und wurde eine der Schlüsselfiguren des frühen Synthie-Pop. Die beiden größten Erfolge von Naked Eyes waren die Interpretationen des Burt-Bacharach-Titels (There’s) Always Something There to Remind Me und der selbstverfasste Titel Promises, Promises, die sich in den USA hoch in den Charts platzieren konnten. In Europa gelang Naked Eyes dagegen nie der Durchbruch. Nachdem das zweite Album weniger erfolgreich war, löste sich das Duo im Jahr 1984 auf.
Im Herbst 1987 tauchte Fisher als eine Hälfte des Popduos Climie Fisher zusammen mit dem Sänger und Songwriter Simon Climie wieder auf. Zusammen erreichten sie mit Love Changes (Everything) Platz 2 und mit Rise to the Occasion die Platz 10 der britischen Rangliste. Während Climie nach der Trennung des Duos weiter unter anderem als Produzent erfolgreich war, schien Rob Fisher von der Bildfläche zu verschwinden. Kurz vor seinem Tod plante er mit Byrne eine erneute Vereinigung von Naked Eyes, er starb aber am 25. August 1999 nach längerer Krankheit an den Folgen von Darmkrebs.

## Singles

### Mit Naked Eyes
- 1983: Always Something There to Remind Me
- 1983: Promises, Promises
- 1983: When the Lights Go Out
- 1984: (What) In the Name of Love

### Mit Climie Fisher
- 1987: Love Changes (Everything)
- 1987: Rise To The Occasion
- 1988: Keeping The Mystery Alive
- 1988: This Is Me
- 1988: I Won’t Bleed For You
- 1988: Love Like A River
- 1989: Facts Of Love
- 1989: Fire On The Ocean
- 1990: It’s Not Supposed To Be That Way